# First Movers
First Movers er en dansk kortfilm fra 2013 instrueret af Nikolaj B. Feifer.

## Handling
Efter to år i Nordnorge vender Joachim hjem til Vesterbro for at deltage i sin bedste ven, Jons, bryllup. Det er meningen, at det skal være en kort tur. Joachim skal overnatte hos Christian, en anden gammel ven, for så at tage tilbage til Norge umiddelbart efter brylluppet. Men den udsvævende yogainstruktør har glemt alt om brylluppet og den dertilhørende polterabend. De to venner lader sig dog ikke slå ud og improviserer hurtigt en polterabend for den begejstrede Jon.

## Medvirkende
- Cyron Melville, Joachim
- Mia Jexen, Sandra-Sofie
- Christian Gade Bjerrum, Christian
- Brian Hjulmann, Jon
- Viktoria Winge, Elin
- Mads Holger, Asger
- Katrine Hartmann, Tina
- Anders Ladegaard, Sandra-Sofies assistent
- Thomas Vibe, Gallerigæst #1
- Claire Ngamije, Trish
- Rasmus Gravesen, Dørmand
- Maria Marjorie C. Mayorga, Gallerigæst #2